# Bướm sư tử
Bướm sư tử, tên khoa học Sphinx, là một chi bướm đêm thuộc họ Sphingidae. Chi này gồm các loài sau:
- S. adumbrata (Dyar, 1912)
- S. asella (Rothschild & Jordan, 1903)
- S. caligineus (Butler, 1877)
- S. canadensis (Boisduval, 1875)
- S. centrosinaria Kitching & Jin, 1998
- S. chersis (Hubner, 1823)
- S. chisoya (Schaus, 1932)
- S. constricta Butler, 1885
- S. crassistriga (Rothschild & Jordan, 1903)
- S. dollii Neumoegen, 1881
- S. drupiferarum JE Smith, 1797
- S. formosana Riotte, 1970
- S. franckii Neumoegen, 1893
- S. gordius Cramer, 1779
- S. kalmiae JE Smith, 1797
- S. leucophaeata Clemens, 1859
- S. libocedrus Edwards, 1881
- S. ligustri Linnaeus, 1758
- S. luscitiosa Clemens, 1859
- S. maurorum (Jordan, 1931)
- S. morio (Rothschild & Jordan, 1903)
- S. nogueirai Haxaire, 2002
- S. oberthueri (Rothschild & Jordan, 1903)
- S. perelegans Edwards, 1874
- S. pinastri Linnaeus, 1758
- S. poecila Stephens, 1828
- S. sequoiae Boisduval, 1868
- S. vashti Strecker, 1878

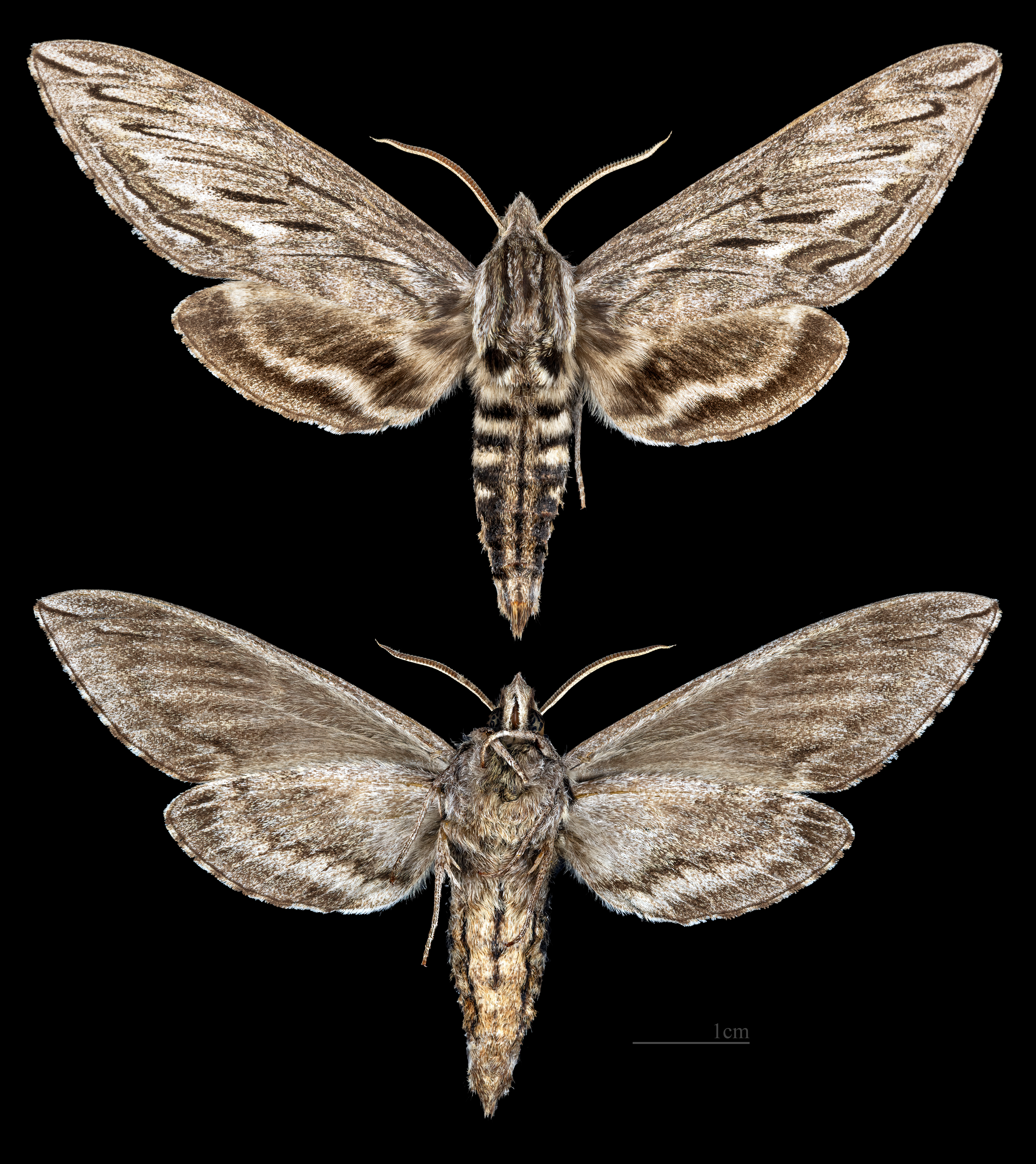
Sphinx canadensis
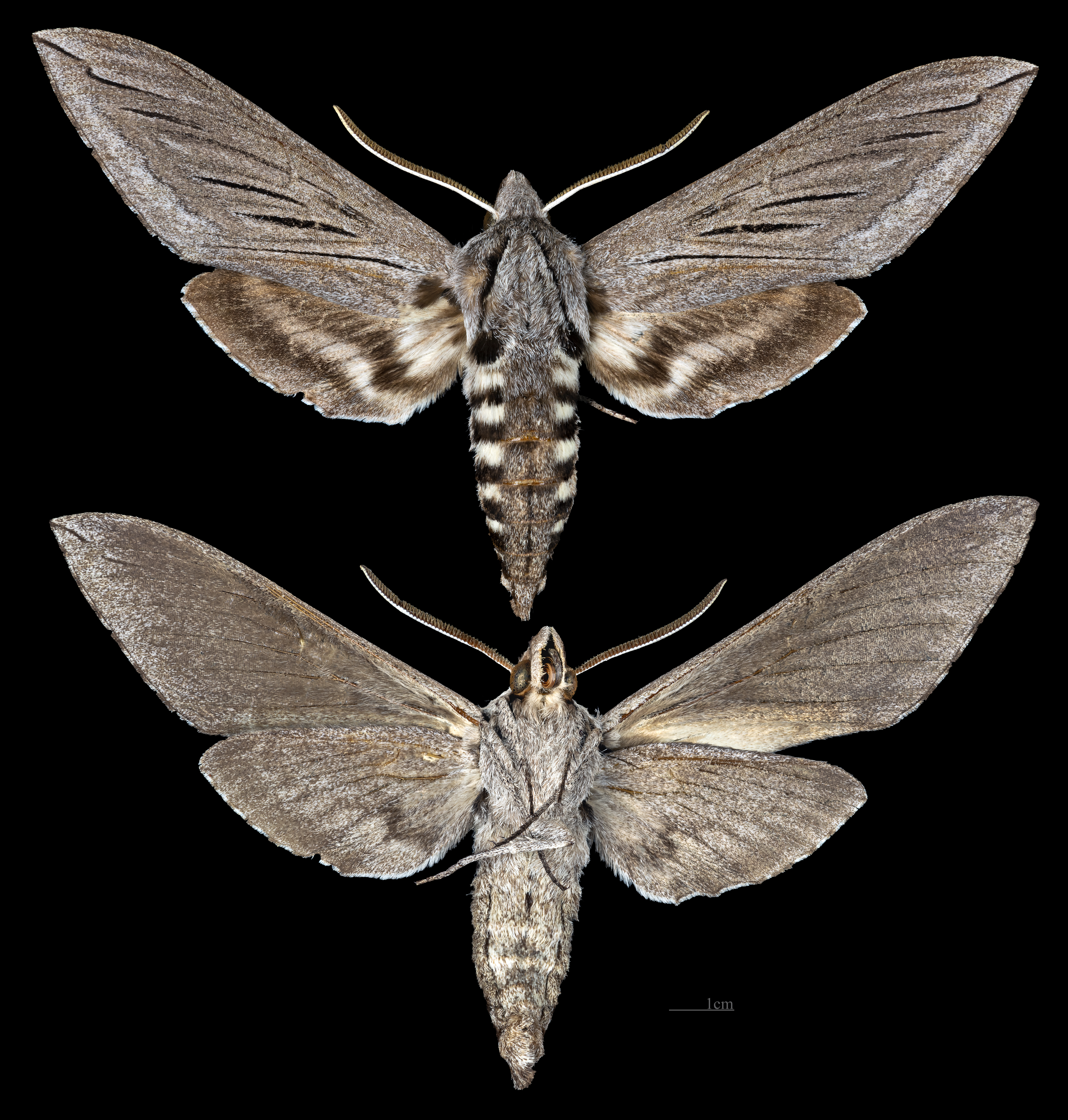
Sphinx chersis
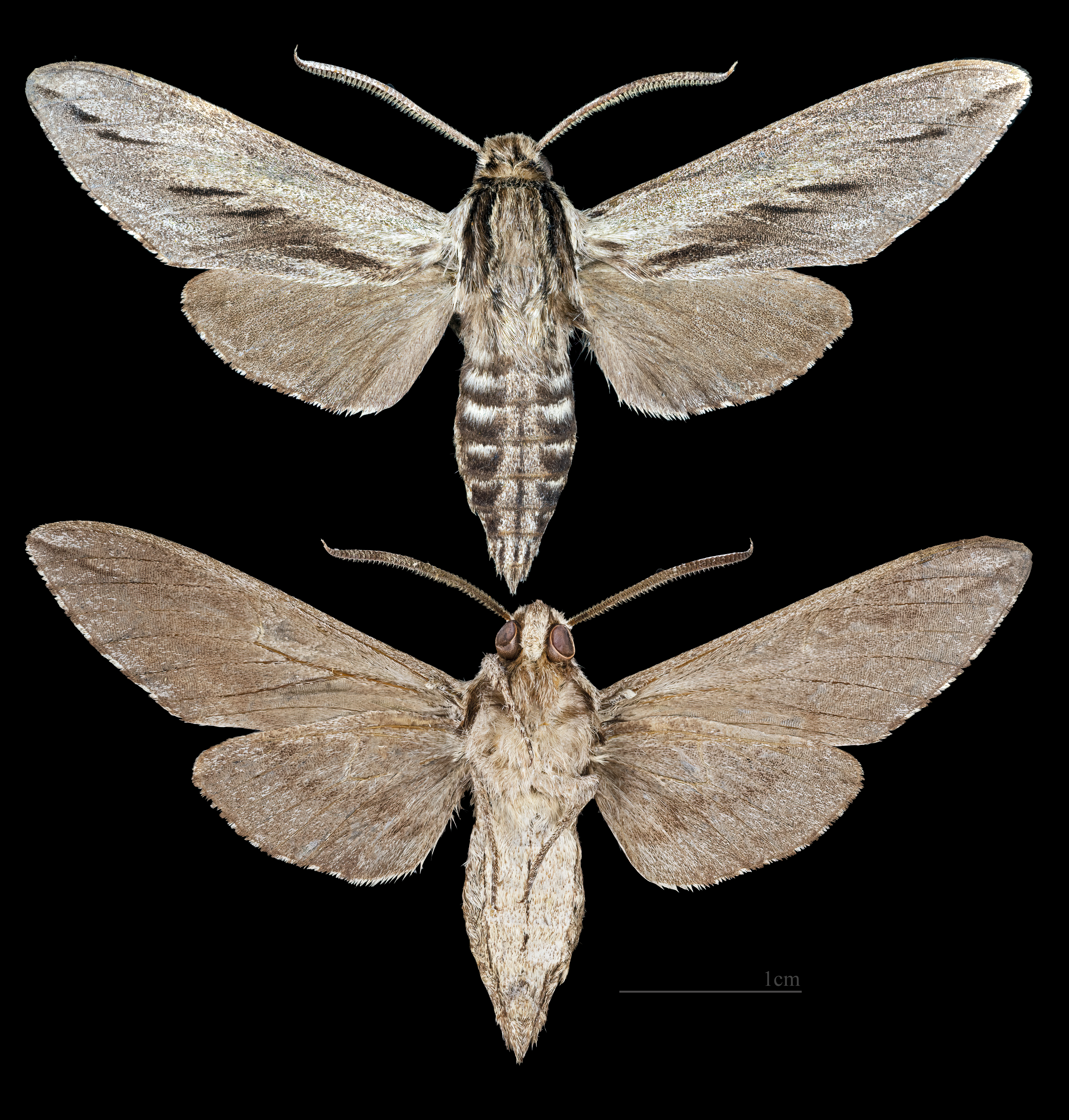
Sphinx dollii
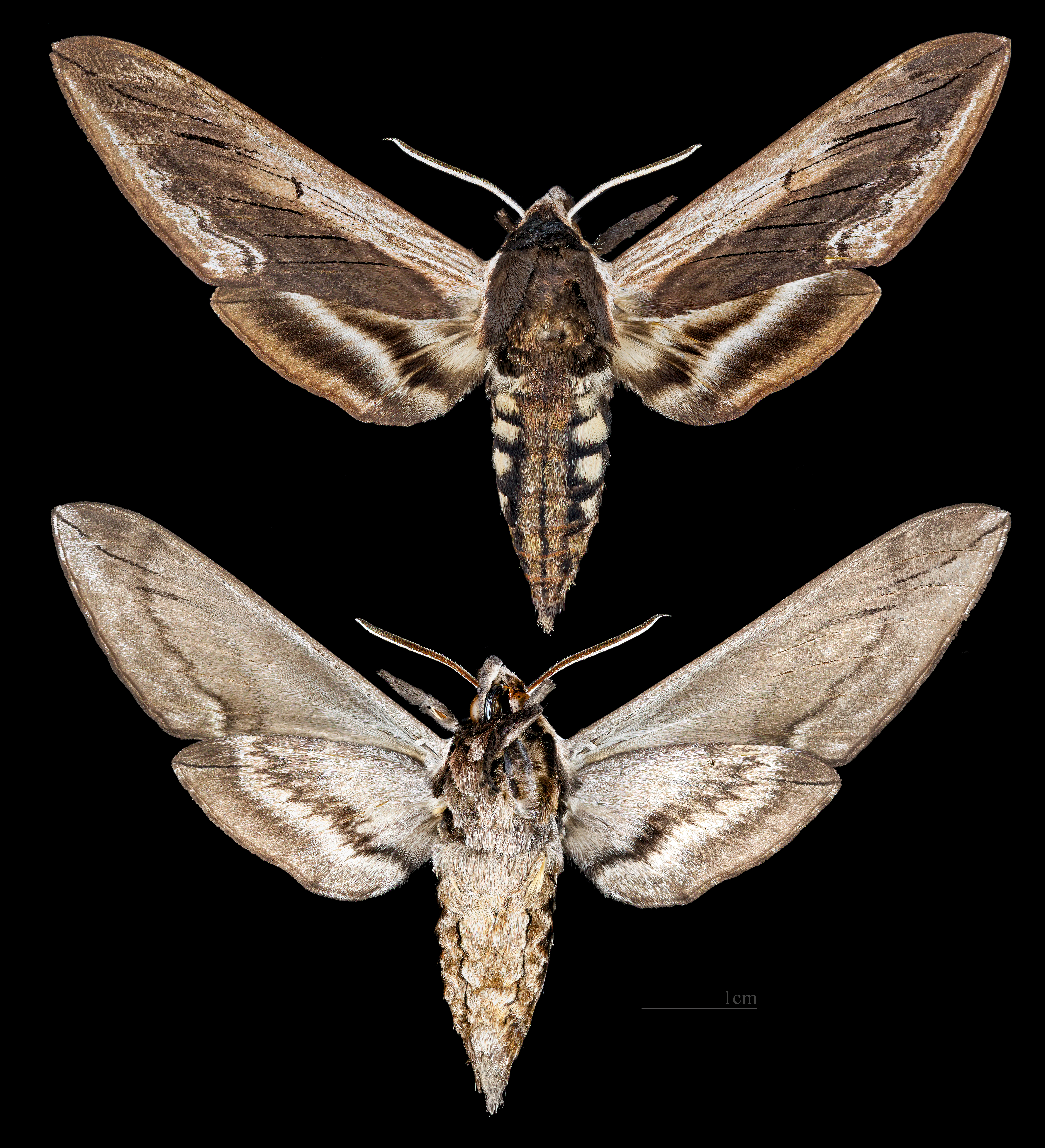
Sphinx drupiferarum
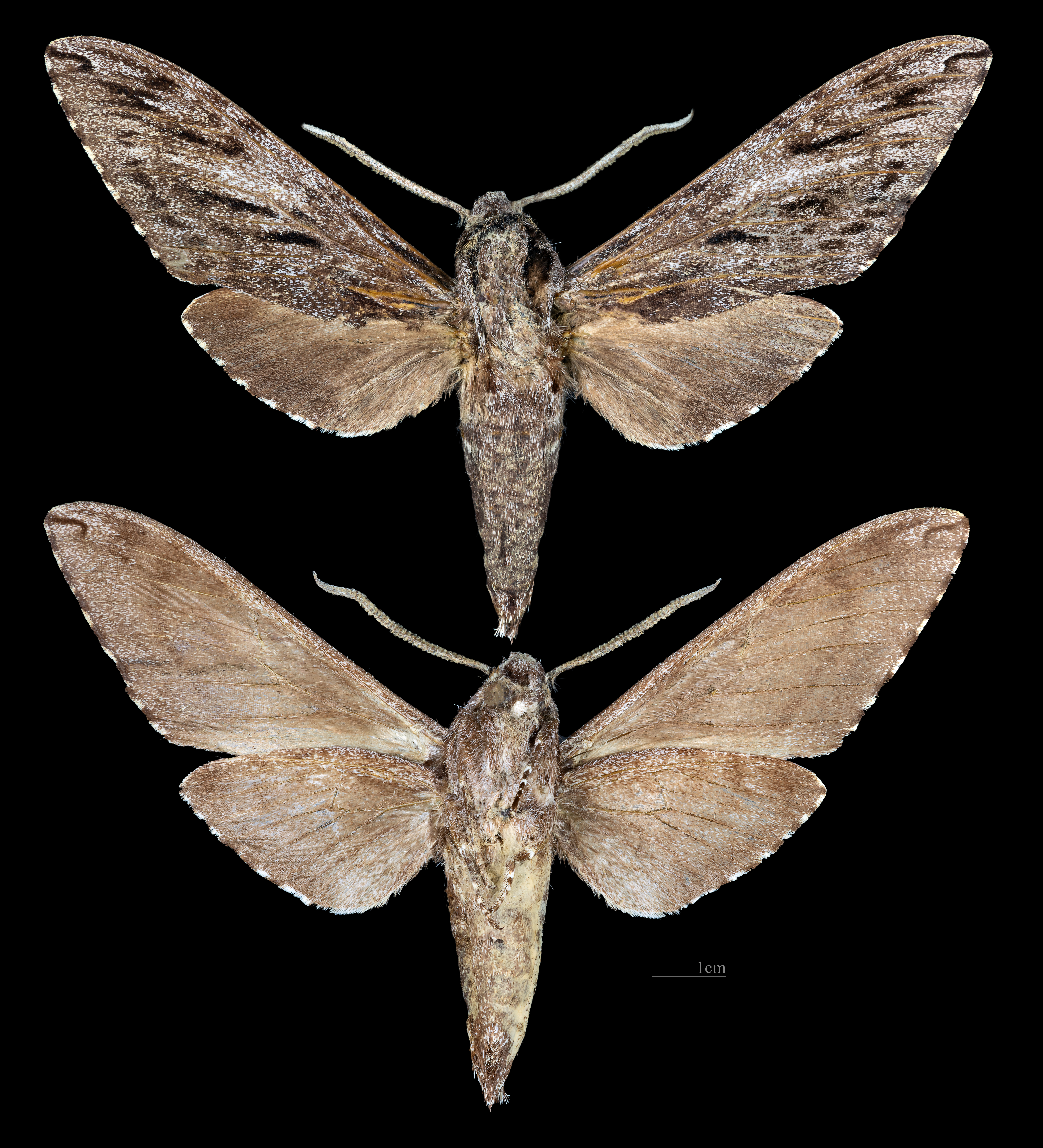
Sphinx formosana
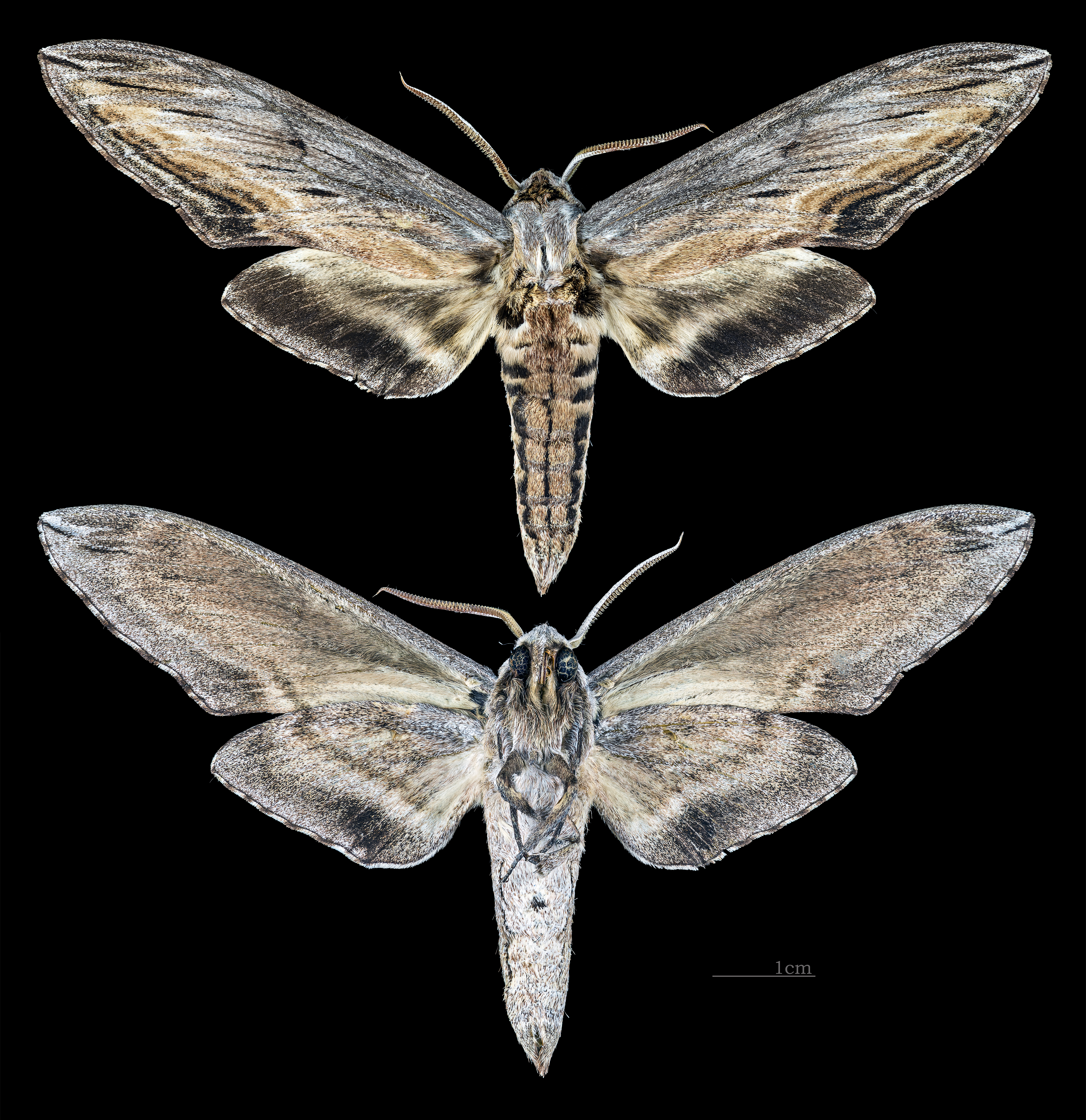
Sphinx franckii
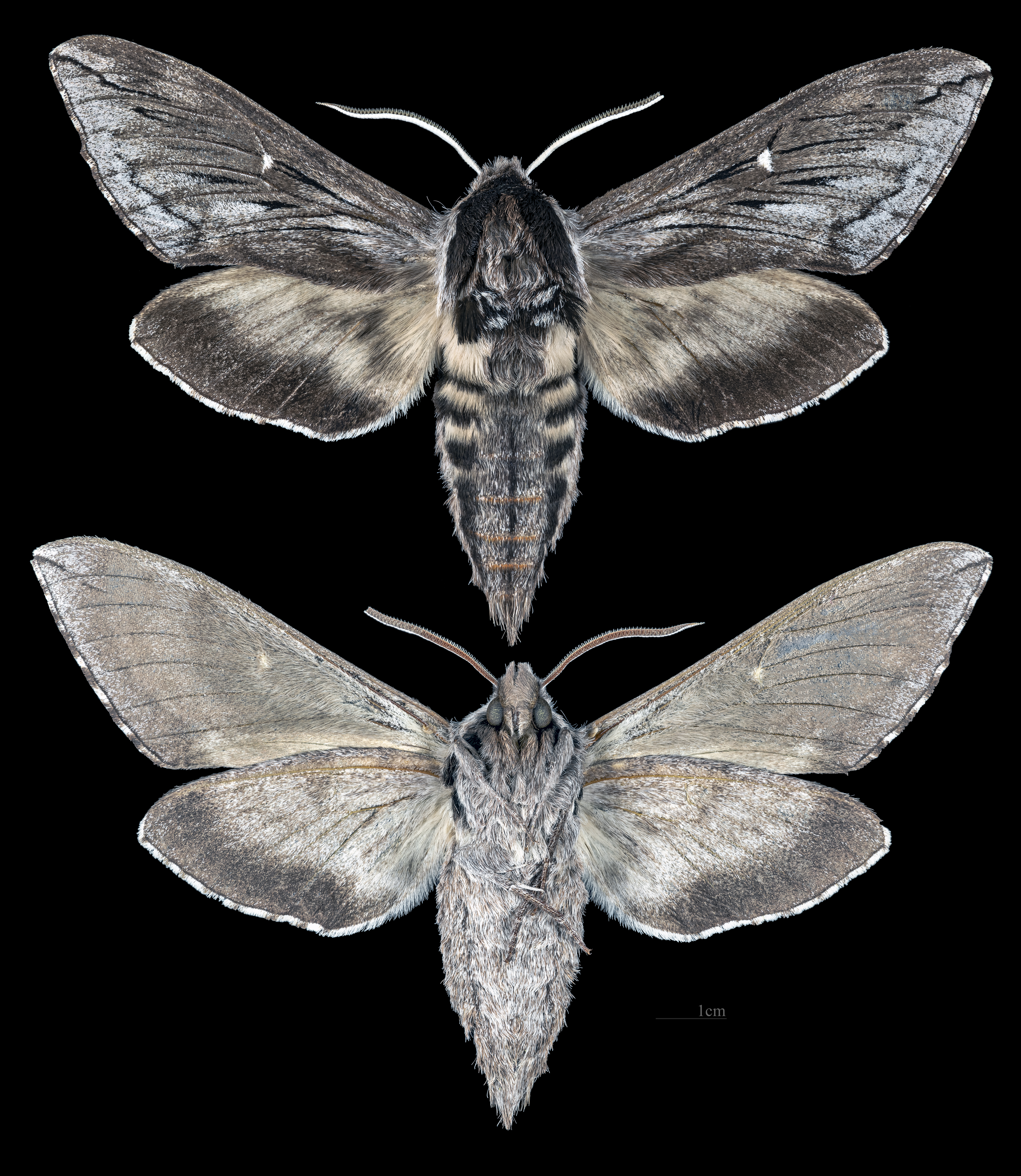
Sphinx gordius
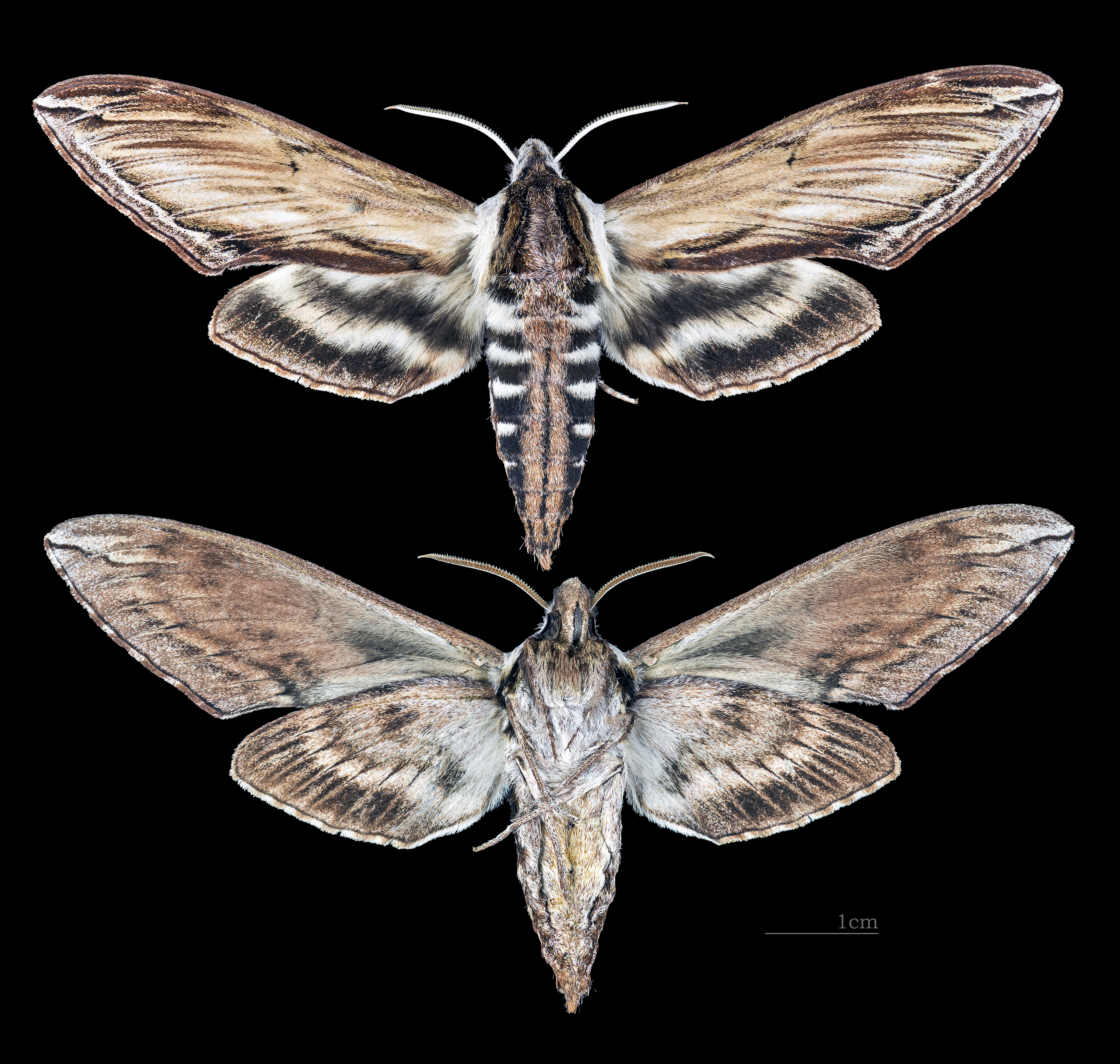
Sphinx kalmiae
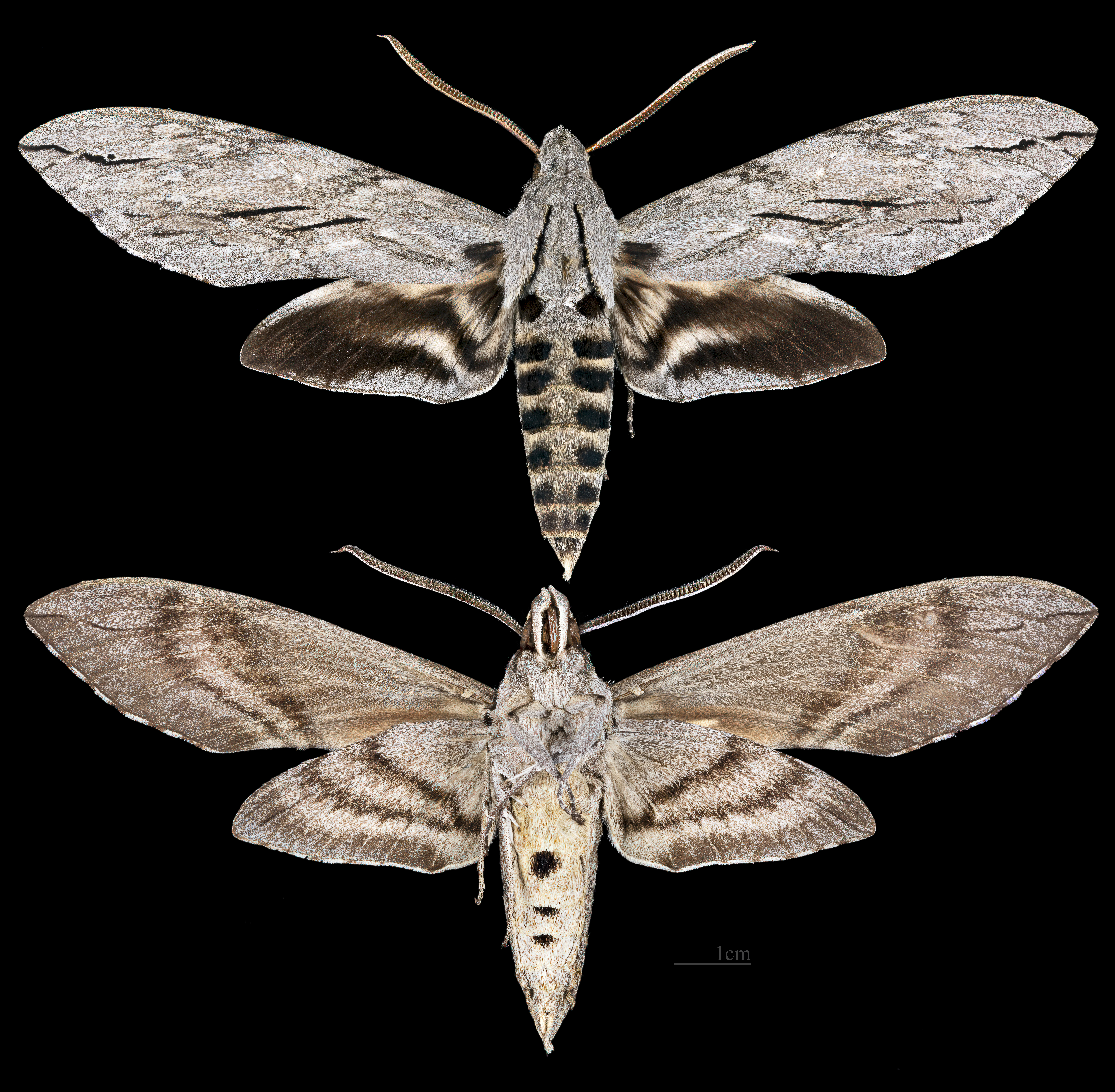
Sphinx kalmiae
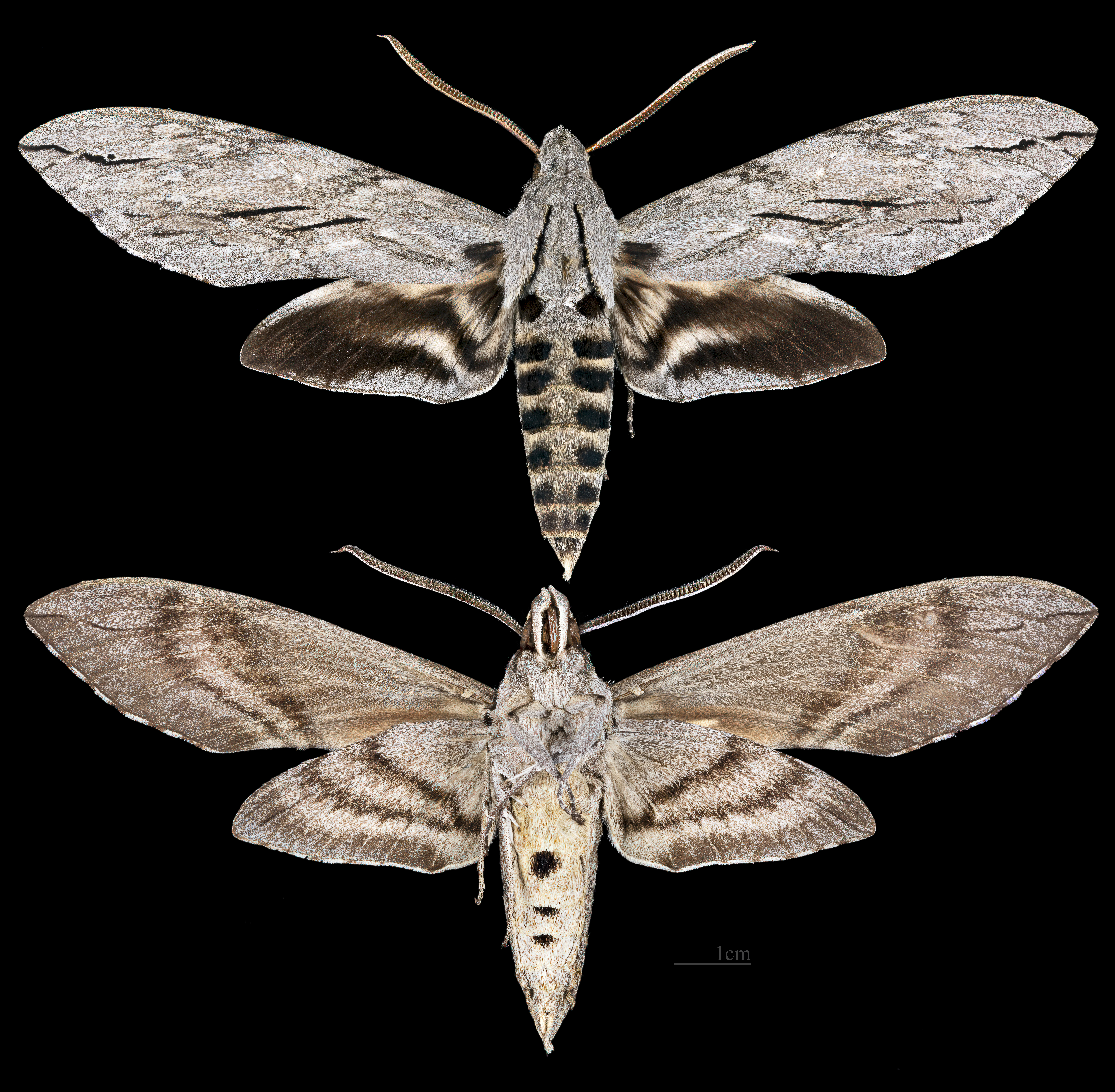
Sphinx leucophaeata
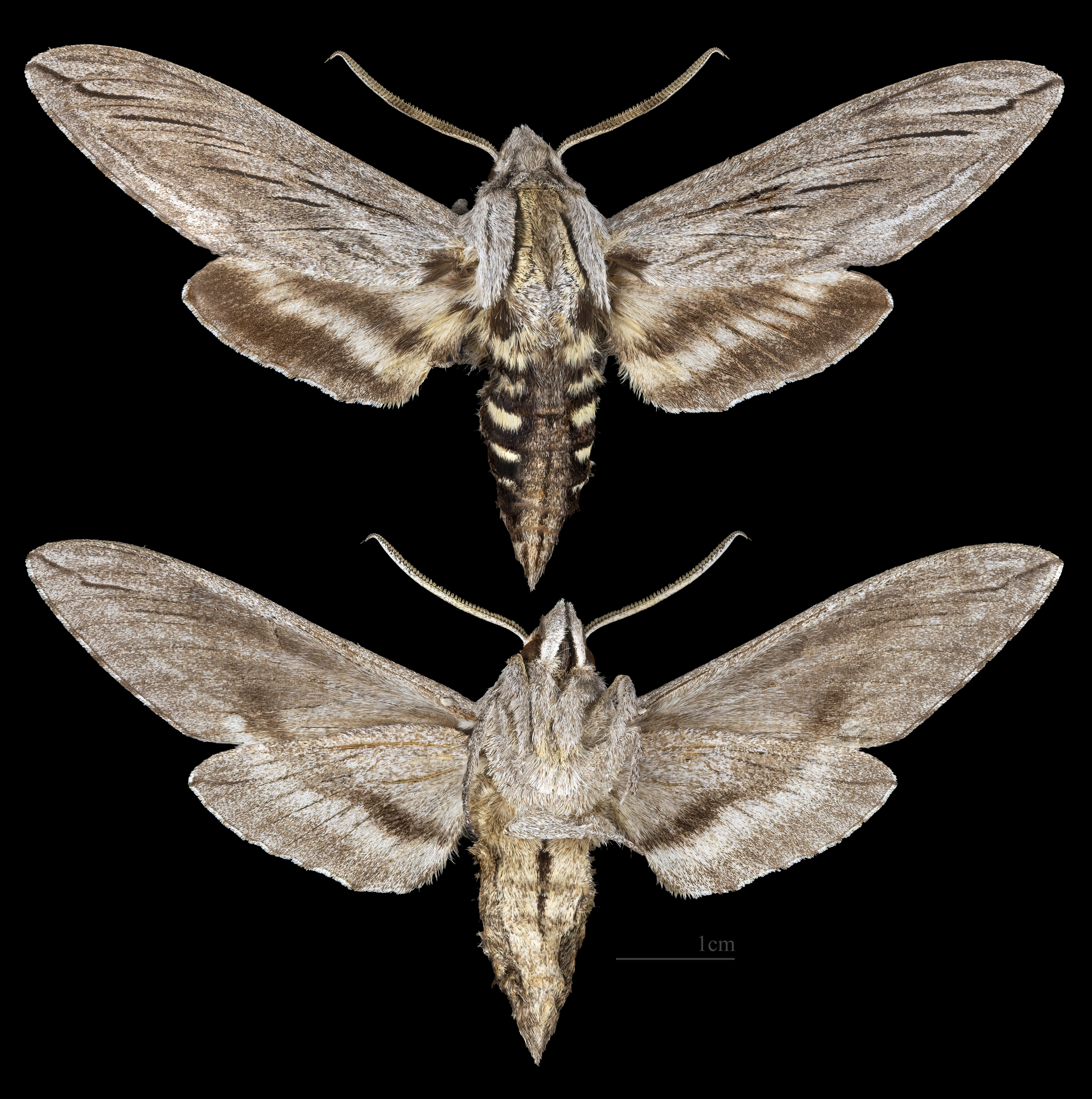
Sphinx libocedrus
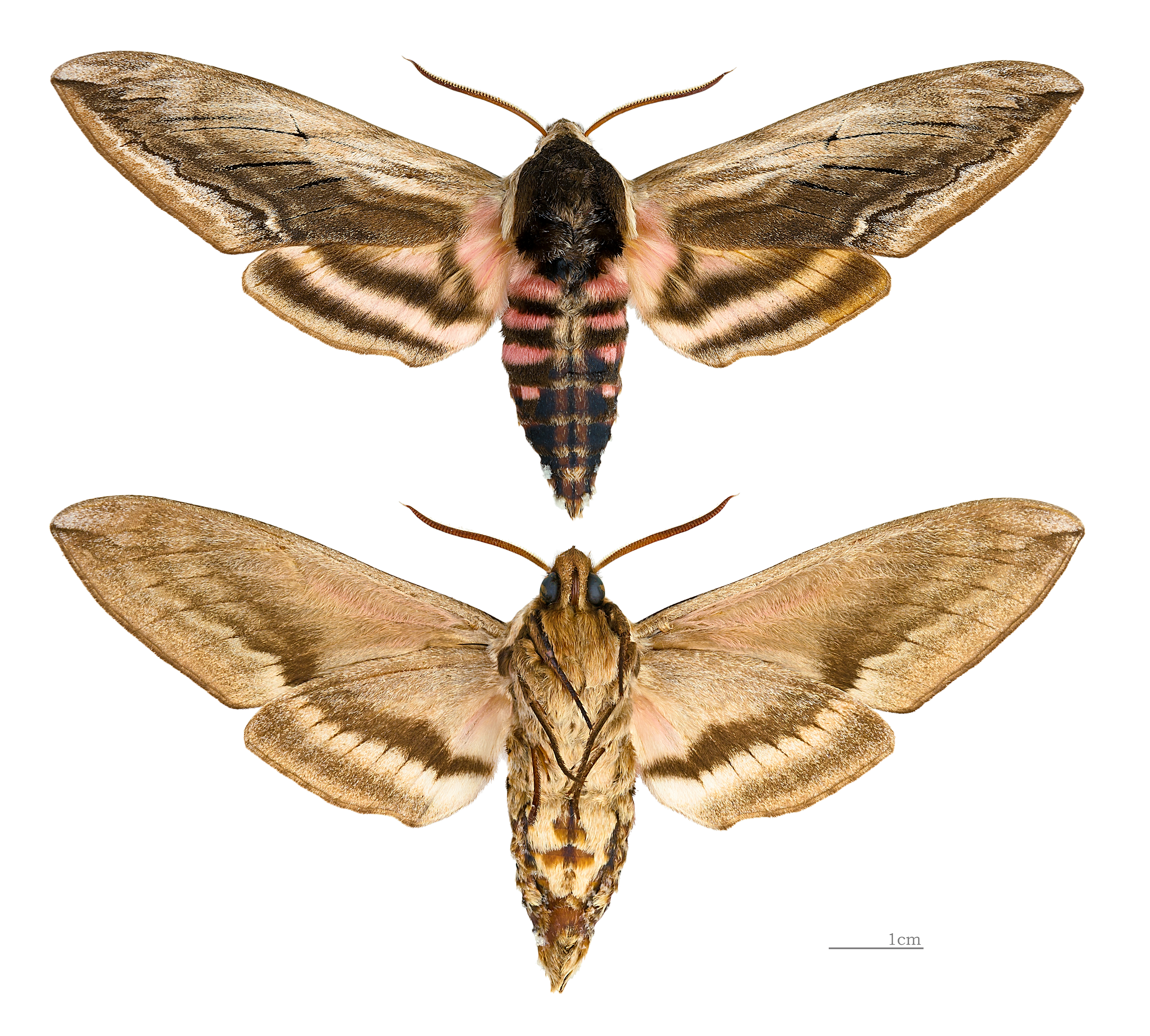
Sphinx ligustri
Sphinx luscitiosa
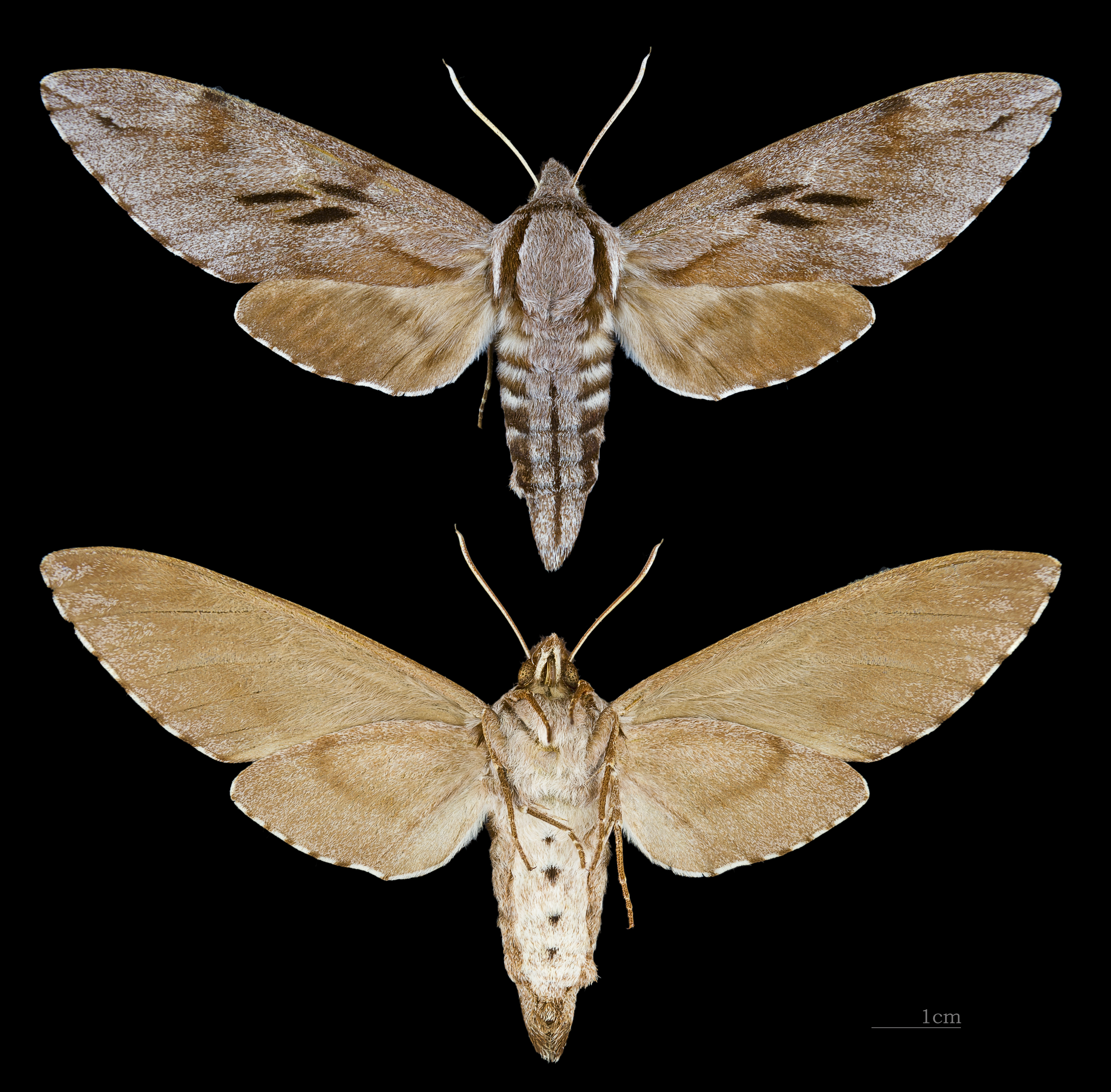
Sphinx pinastri
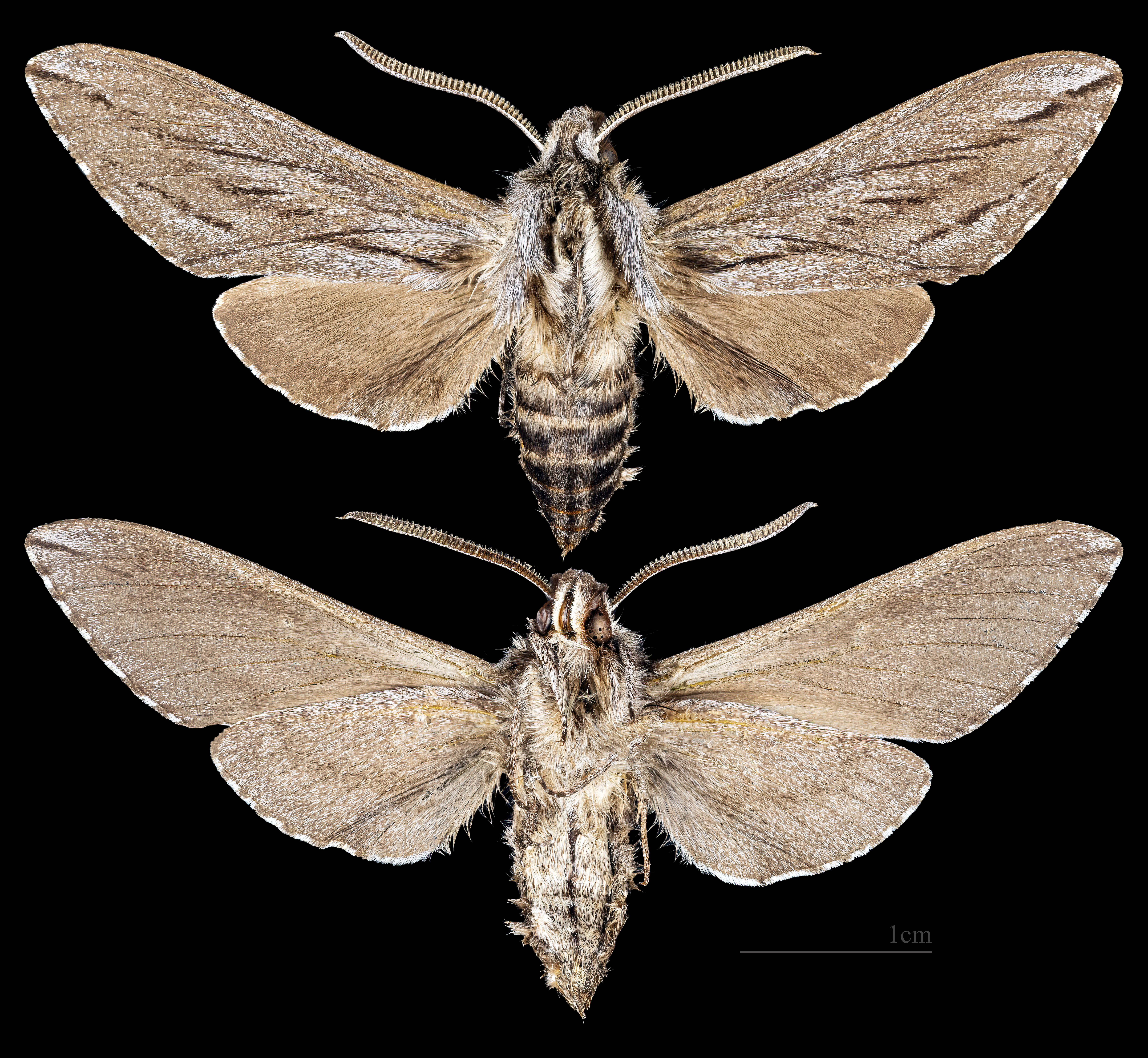
Sphinx sequoiae
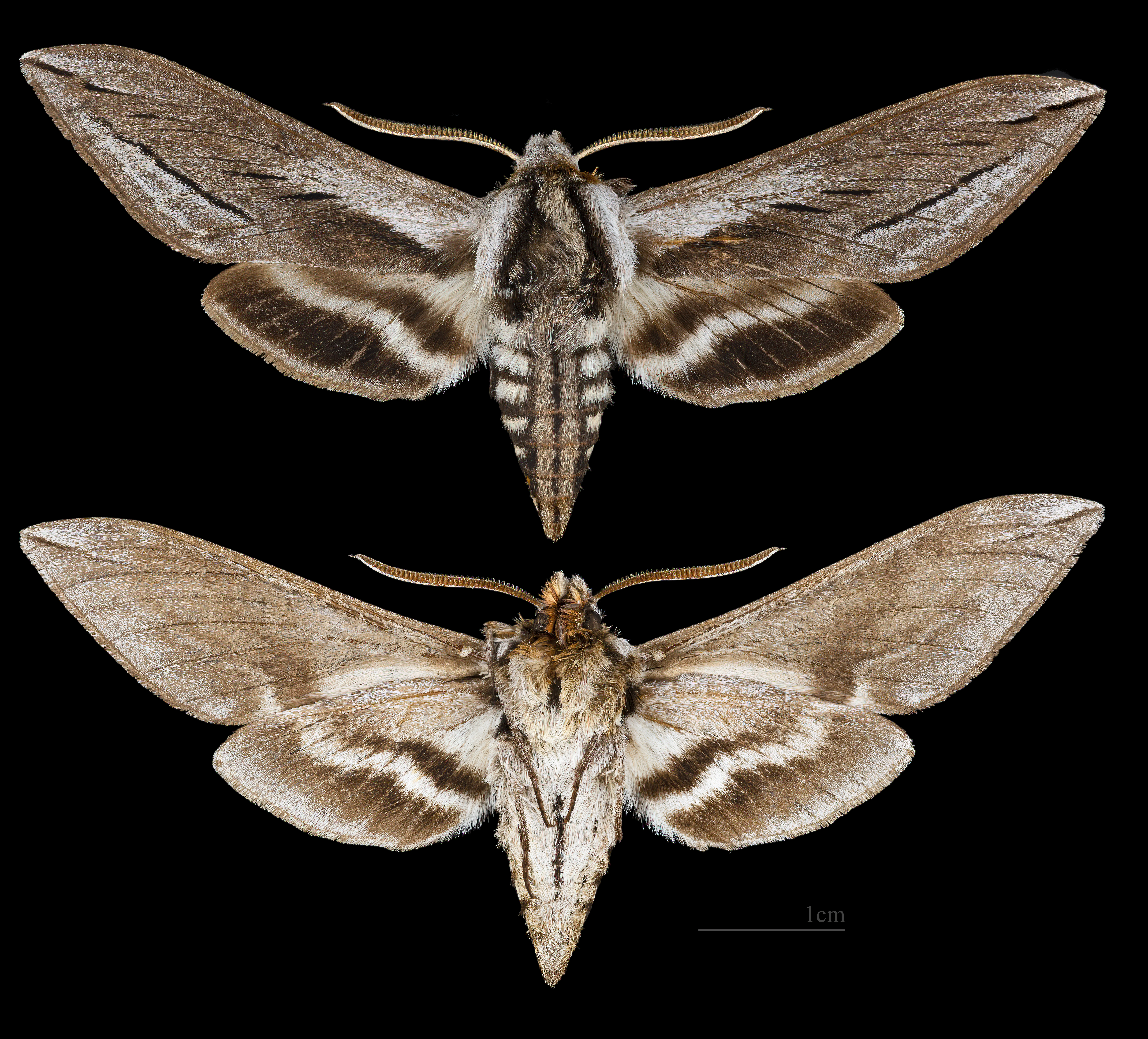
Sphinx vashti

## Hình ảnh

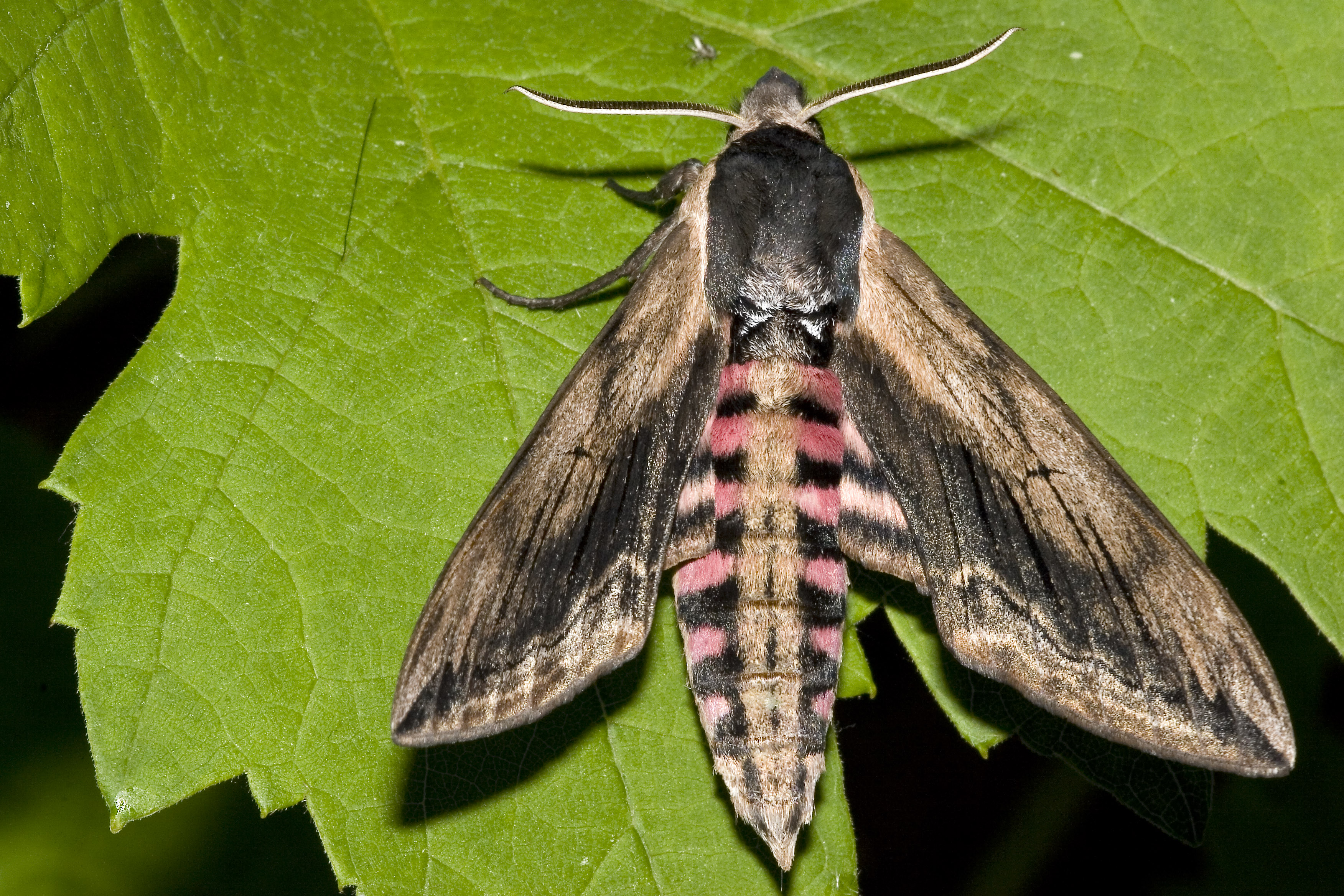
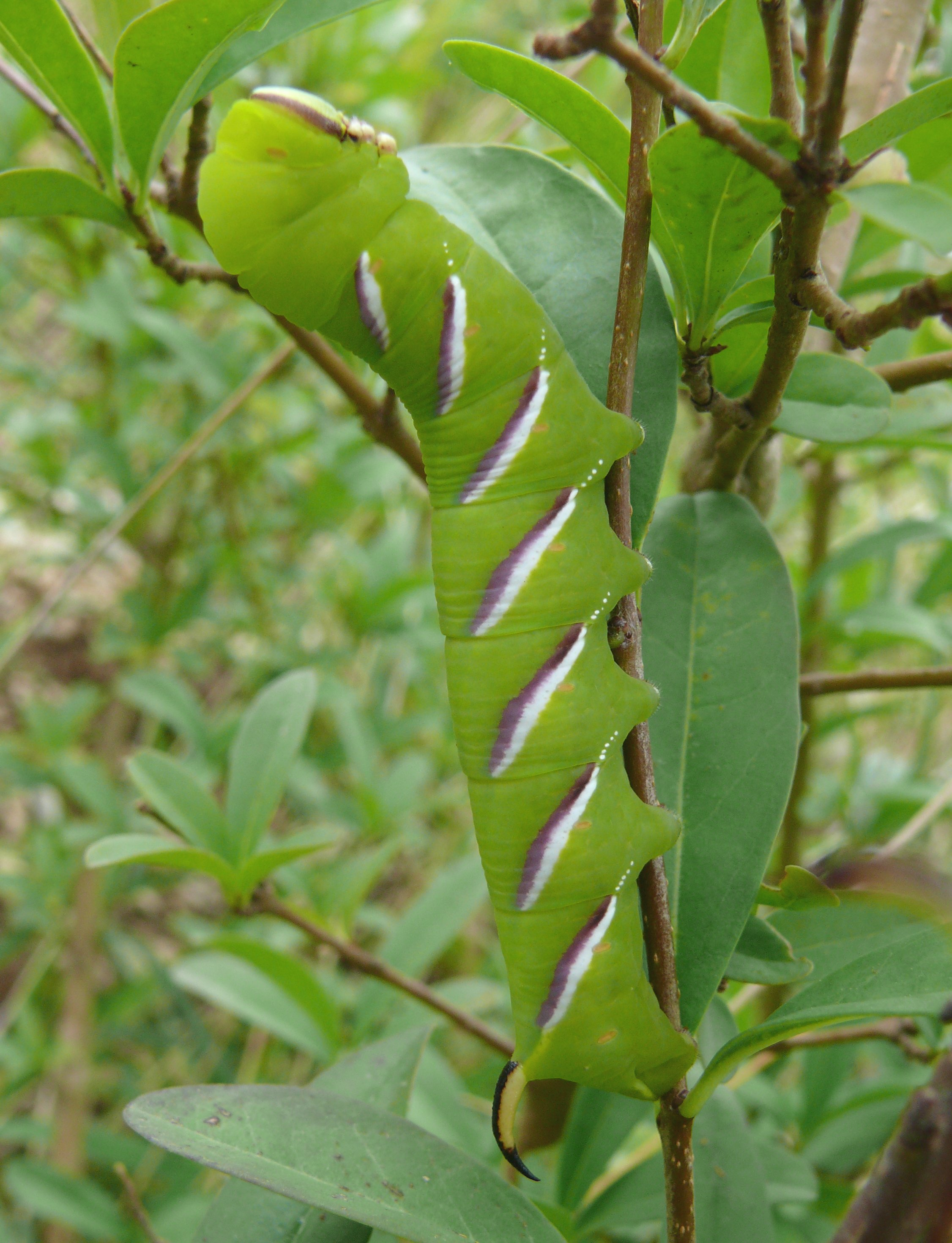
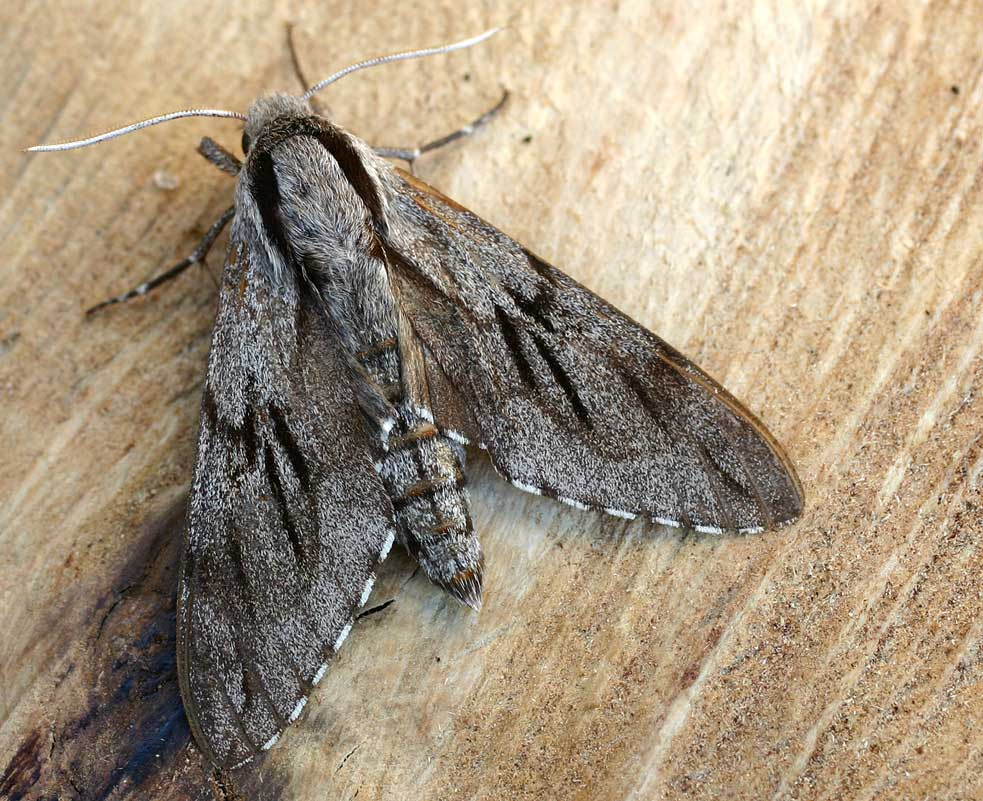
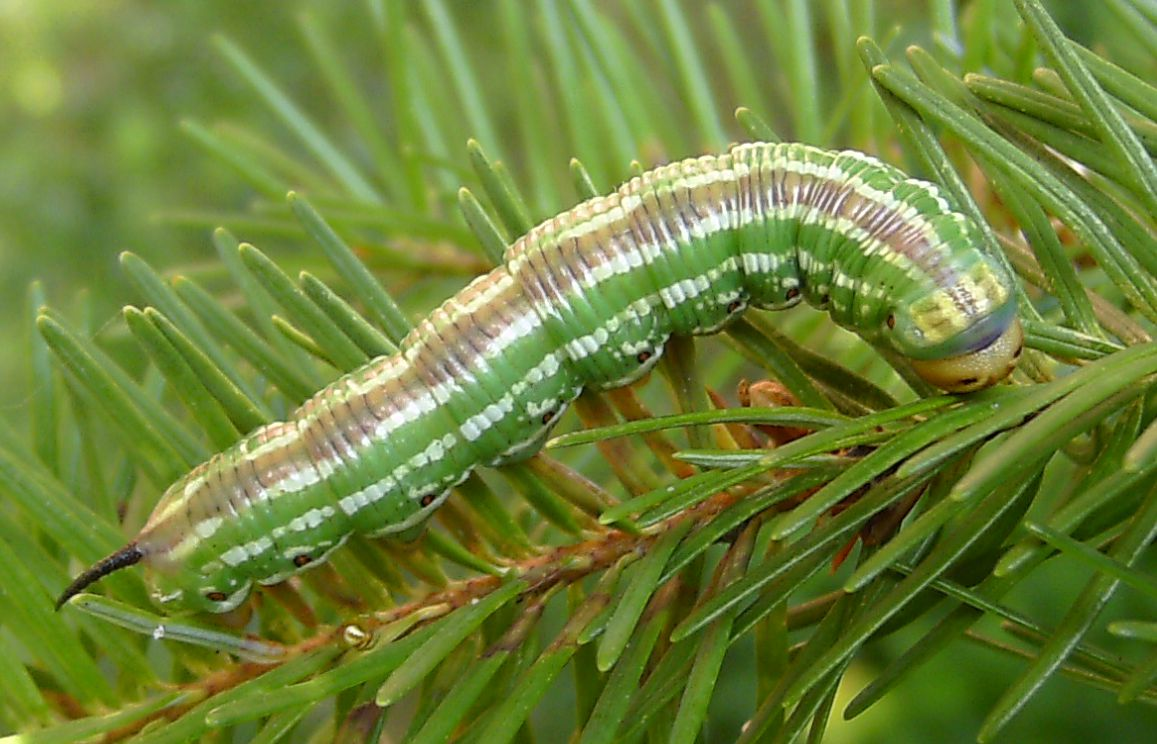